# Honeywell 316

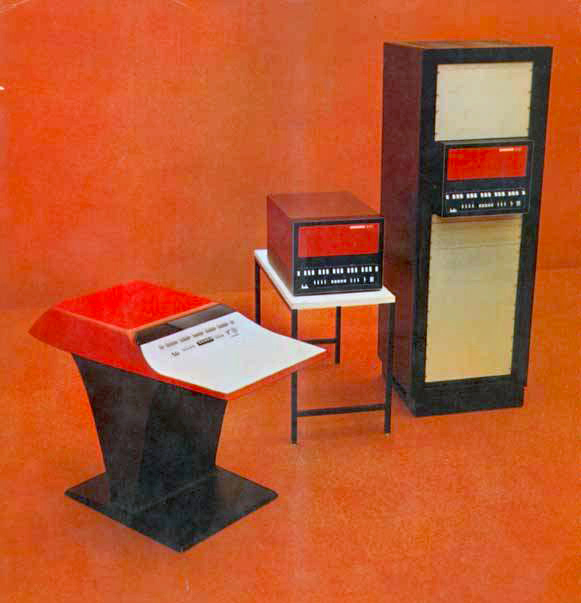
Recorte de la página del folleto promocional de la minicomputadora Honeywell 316 (incluidas las versiones de "computadora de cocina" y de montaje en bastidor).

El Honeywell 316 fue un miniordenador de 16 bits construido por Honeywell a partir de 1969. Es parte de la serie 16, que incluye los modelos 116, 316, 416, 516 y 716. Estos se usaban para la adquisición de datos y el control, la concentración de mensajes remotos, sistemas de laboratorio clínico y tiempo compartido. Estos se basan en la DDP-116 diseñado por Gardner Hendrie en 1964.
El H-316 fue utilizado por Charles H. Moore para desarrollar la primera implementación autónoma de Forth en el  NRAO.

## Software
Honeywell proporcionó hasta 500 paquetes de software que podían ejecutarse en el procesador H/316. Un compilador de FORTRAN IV estaba disponible, así como un ensamblador, sistema operativo de tiempo real de disco y utilidades de sistema y bibliotecas.